# Маку (Армения)
Maкy (арм. Մակու) — город-крепость в Артазе (15-я область Великой Армении, провинция Васпуракан). Столица княжества Аматуник.
Династия князей Аматуни, имевших  каспио-мидийское или маннейское происхождение, велa своё начало из Артазa и владелa им на протяжении тысячелетий, со своей резиденцией в городе-крепости Шаваршан (Maкy).

## История
В древности, территория Артаза была частью цивилизации Наири, вместе с Чуашротом, являлся северной частью  области Арманили (Армарили, искажённое ассир.). Затем, область много веков входила в состав царства Биайнили. Впоследствии, после гибели Урарту (Арарту), Артаз входил в состав Армянской сатрапии. Позже, княжество Аматуник присоединилось к Великой Армении и Артаз стал областью в составе Вапспуракана.
В 451 году здесь, южнее Маку, произошло знаменитое Аварайрское сражение между армянами и персами.
Маку, называемый Шаваршан, на протяжении тысячелетий принадлежал армянскому династическому роду Аматуни.

## Позднее средневековье
Артазианская ветвь этого рода владела крепостью Маку (Шаваршан) еще в XV веке, как описал в своей книге кастильский дипломат и путешественник дон Руи Гонсалес де Kлавихо, во время своего путешеспвия ко двору эмира Тамерлана (именуемого в книге [Тамурбеком]) в Самарканд.
Испанский историк XV века Руй Гонсалес де Клавихо, посетивший этот город во время путешествия в Самарканд, говорил:
В воскресенье, первого июня, в час вечерни [посланники] подошли к замку, называемому Маку. Этот замок принадлежал одному христианину-католику по имени Норадин (Hyp ад-Дин) , и все обитатели его также были христиане-католики, хотя по происхождению они армяне и язык у них армянский. Но они знали и по-татарски и по-персидски. В этой же местности находился монастырь братьев святого Доменика. Этот замок был как бы в углу долины, у подножия очень высокой скалы, располагался выше по склону, а ещё выше была ограда из сырцового кирпича и камня с башнями внутри, а за стеной находились дома, где жили люди, а дальше вверх по склону также [виднелось] жильё. Потом шла другая ограда с островерхими крышами, доходившими до [высоты] первой ограды. Вход в эту вторую ограду шёл по ступеням, вырубленным в скале. А над входом — большая сторожевая башня. Далее, за этой второй оградой, прямо в скале располагались дома, а посередине — башни и [опять] дома, где находился сеньор и где жители города хранили свои припасы. Скала, где стояли эти постройки, уходила далеко вверх, гораздо выше ограды и всех домов. От неё как бы выступает навес, прикрывающий этот замок, ограду и дома, образуя над ними некое подобие купола. Если идёт дождь, вода с неба не попадает на замок, так как [выступ] скалы закрывает его полностью. Таким образом, замок расположен так, что на него нельзя напасть ни с земли, ни с неба. Внутри его бьет ключ, снабжающий водой весь город и орошающий много садов. А у подножия замка расстилается прекрасная долина, по которой течёт река. [Там] много виноградников и засеянных пшеницей полей. Тамурбек осаждал этот замок, но не смог взять его, а с его сеньором договорился о том, что тот поставит ему [в войско] двадцать всадников, как только в этом будет необходимость.

Спустя некоторое время Тамурбек [вновь] проходил здесь со своим войском и сеньор замка позвал сына, которому было около двадцати лет, и дал ему трех коней с хорошим убранством, чтобы он их отдал в подарок Тамурбеку. Когда же Тамурбек подошел к подножию замка [Маку], вышел сын [сеньора] и предложил ему трёх коней от имени своего отца. [Тамурбек] принял [подарок] и приказал объявить, чтобы никто [из войска] не делал вреда во всей этой земле, принадлежащей этому замку… Посланники остались там тот день, что приехали. Позже в войске императора персидского они увидели сына владетеля этого замка и говорили с ним. А у сеньора этого замка был и другой сын, моложе того [первого], и он сказал посланникам, что этот его сын грамматик и хороший знаток языка и что, когда по воле Господа Бога они будут возвращаться [от Тамурбека], он отпустит с ними [этого своего сына], чтобы они отвезли его к государю королю [Кастилии] для того, чтобы он порекомендовал папе сделать его епископом в этой земле. И достойно удивления, что этот замок держится среди стольких мавров и в столь большом отдалении от христиан...
B дальнейшем они были союзниками Cефевидов против Aк Kоюнлу, и согласно своему княжескому достоинству стали персидскими ханами (Хосров-хан, Аллахверди-хан Аматуни).
Аматуни потеряли свою крепость Маку в XVI веке, в результате Сефевидско-Османских войн и долгой оккупацией Артаза османами и их курдскими союзниками, которые в итоге завладели крепостью Маку.
Неприступная крепость рода Аматуни, Маку, пала только в результате того, что появилась артиллерия, а именно артиллерия в войсках Османской империи.
Подавляющяя часть армянского населения Маку переселилась, во главе с родом Аматуни, в окрестности Ардебиля, в восточную часть Карадага(Матианские горы), земли оставшиеся под контролем Сефевидов после 1555 года. Впоследствии, многие из них были вoзвращены назад, в районы слияния Артаза и Чуашрота, Аллахверди-ханом Аматуни, после того, когда северо-западный Иран (Азарбайджан) вернулся под контроль Сефевидов в начале XVII века. Там и по сей день сохранилось несколько армянских деревень.